# Neubaustrecke Gotthard-Süd

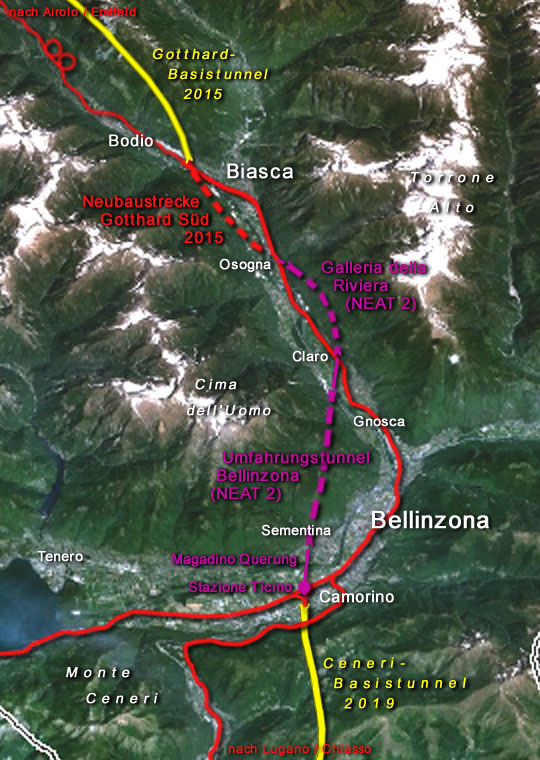
Die Neubaustrecke Gotthard-Süd bei Biasca (rot gestrichelt)

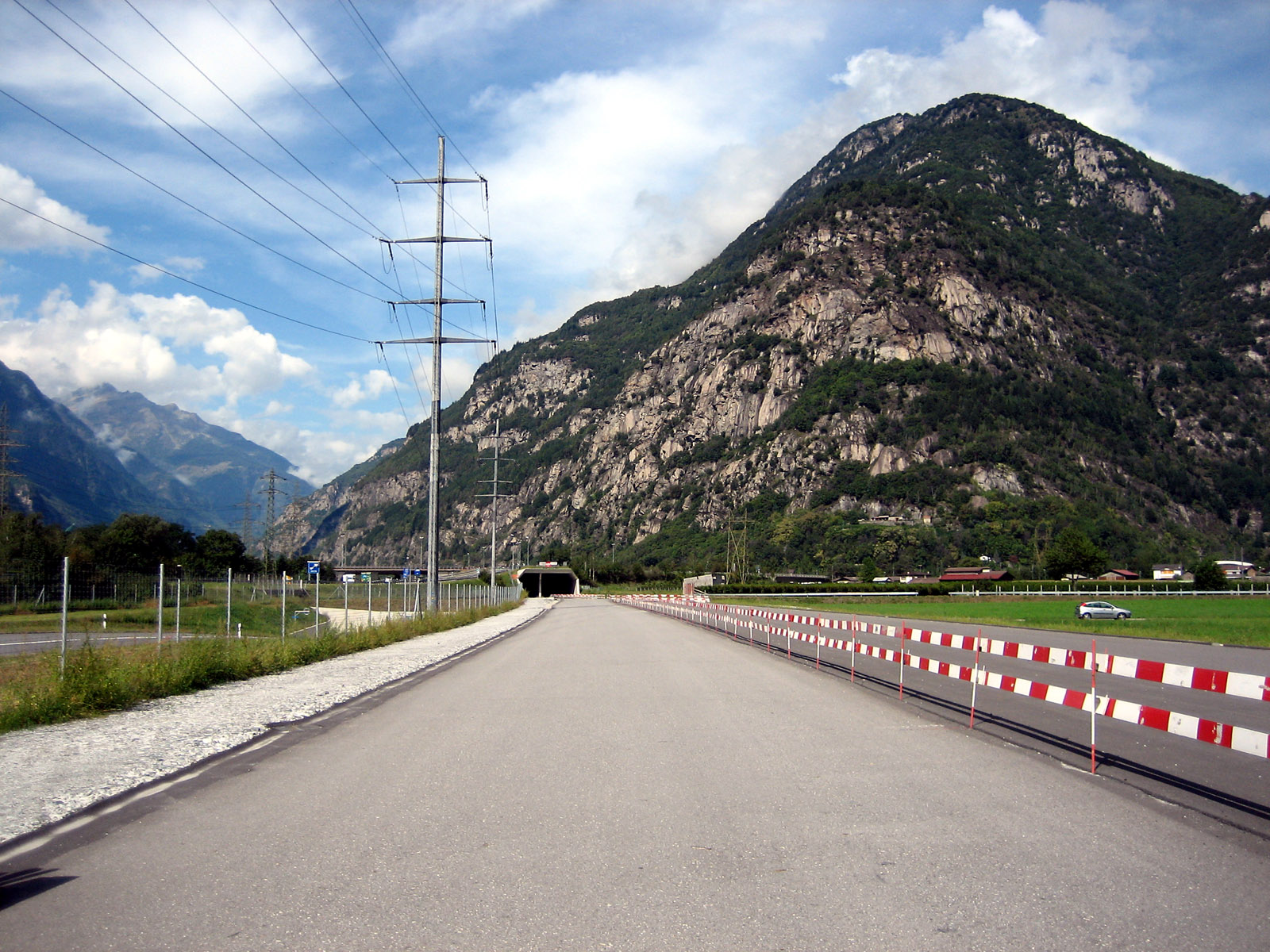
Fundament der offenen Strecke bei Biasca; Iragna-Tunnel

Als Neubaustrecke Gotthard-Süd (auch als Offene Strecke Biasca bekannt) wird die Hochgeschwindigkeits-Eisenbahnstrecke zwischen Bodio und dem Raum Giustizia bei Osogna im Kanton Tessin in der Schweiz bezeichnet. Sie wurde im Rahmen der Neuen Eisenbahn-Alpentransversalen (NEAT) durch die AlpTransit Gotthard erstellt und verbindet das Südportal des Gotthard-Basistunnels mit der bestehenden Bahnlinie der Gotthardbahn unter Umgehung des Ortes Biasca. Die rund 7,5 Kilometer lange, grossteils dreigleisige Strecke wurde 2015 fertiggestellt. Mehrheitlich verläuft das Trassee entlang der Autobahn A2, deren Anschluss Biasca sie in einem im Tagbau erstellten Tunnel unterquert. Infolge der geradlinigen Linienführung, welche mit dem Bau von Hochgeschwindigkeitsstrecken einhergeht, war der Bau zahlreicher weiterer Kunstbauten nötig, darunter eine 103 Meter lange massive Stahlbeton-Brücke über den Fluss Brenno und zahlreiche Unterführungen. Da es sich um eine Zufahrtsstrecke zum Gotthard-Basistunnel handelt, fiel die Eröffnung mit jener des Basistunnels am 1. Juni 2016 zusammen. Die Strecke ist Teil einer zukünftigen Hochgeschwindigkeitsverbindung durch das Sopraceneri.